# Gare de Sasazuka
La gare de Sasazuka (笹塚駅, Sasazuka-eki) est une gare ferroviaire de la ville de Tokyo, au Japon. Elle est située dans l’arrondissement de Shibuya. La gare est exploitée par la compagnie Keiō.

## Situation ferroviaire
La gare de Sasazuka est située au point kilométrique (PK) 3,6 de la ligne Keiō. Elle marque la fin de la ligne nouvelle Keiō.

## Histoire
La gare a été inaugurée le 15 avril 1913.

## Service des voyageurs

### Accueil
La gare dispose d'un bâtiment voyageurs, avec guichet, ouvert tous les jours.

### Desserte
- Ligne Keiō :
  - voies  1 et 2 : direction Keiō-Hachiōji, Takaosanguchi ou Tama-Dobutsu-koen
  - voie 4 : direction Shinjuku
- Ligne nouvelle Keiō :
  - voie 3 : direction Shinjuku (interconnexion avec la ligne Shinjuku pour Motoyawata)